# Halipteris finmarchica
Halipteris finmarchica is een Pennatulaceasoort uit de familie van de Halipteridae. De wetenschappelijke naam van de soort is voor het eerst geldig gepubliceerd in 1851 door Sars.